# Mns Pulo Rheng
Mns Pulo Rheng is een bestuurslaag in het regentschap Pidie Jaya van de provincie Atjeh, Indonesië. Mns Pulo Rheng telt 291 inwoners (volkstelling 2010).